# گفتارنو
نوگفتار یا گفتارنو (Newspeak) به بیان، گفتاری ساختگی یا زبانی فراساخته گفته می‌شود که ابتدا در کتاب علمی-تخیلی ۱۹۸۴ نوشته جرج اورول نویسنده انگلیسی از آن استفاده شده است. در این کتاب، نوگفتار گونه ویژه‌ای از شیوه بیان و کاربرد زبان و کلمات است که توسط حکومت تمامیت‌خواه ساخته، پرداخته، استفاده و ترویج می‌شود. در این جامعه بشدت بسته و نیز تحت کنترل و نظارت، از یک سو سرسپردگی و فرمانبرداری محض از رهبر (برادر بزرگ) و از جانب دیگر نفرت و خشونت نسبت به مخالفان و دشمنان تبلیغ می‌شود. ابزار توسعه این منش فکری و فرهنگ رفتاری، نوگفتار است.

## ویژگی
مشخصه اصلی این ادبیات، حذف هرچه بیشتر کلمات غیرضروری یا مضرّ (بر مبنای جهان‌بینی حکومت) و جایگزینی آن‌ها با لغاتی تصنعی اما جدید و مناسب در جهت پاک‌سازی زبان است تا بتوان مردم را آسان‌تر و سریع‌تر به مسیری که حکومت تمایل دارد رهنمون کرد. نوگفتار همچنین ابزاری است برای سازمان‌دهی زبانی که افراد جامعه را از دیگر اندیشی بازدارد و وسیله‌ای است برای جلوگیری از ایجاد انحراف از مکتب فکری حاکمیت، چه در بیان و چه در اندیشه، آنچه که حکومت آن را بزه فکری می‌خواند.
امروزه، نوگفتار به ابزار و روشی گفته می‌شود که حکومت‌های استبدادی در ادبیات و بیان خویش به‌کار می‌گیرند. این نوع گفتار حاوی مجموعه‌ای از کلمات و ترکیباتی مشخص و تکراری هستند که به کمک آن‌ها مفاهیم واقعی لغات تغییر و گاه معکوس شده و با استفاده از آن‌ها سیستم ارزشی مطلوب حکومت در بین جامعه ارائه، تبلیغ و ترویج می‌شود.

## نوگفتار در کتاب ۱۹۸۴
دنیای آینده از نگاه اورول (۱۹۸۴ م) دنیایی است که نوگفتار زبان رسمی کشور تخیلی اوشنیا است. حکومت به مرور زمان موفق شده است آرام آرام این زبان را جایگزین زبان انگلیسی (گفتارکهنه) کند. ضمیمه کتاب اهداف و روش ایجاد این نوع گفتار را با جزئیات ارائه می‌دهد. عمده‌ترین هدف، محدود کردن دامنه اندیشیدن شهروندان و آفرینش ادبیاتی است که بیشترین قابلیت انتقال جهان‌بینی اینگسوس (اینگساک) را داشته باشد تا به این شکل نفوذ اندیشه‌های متفاوت در اذهان عامه مردم کم و کمتر شود. در این کتاب، هدف حکومت نابودی کامل گفتار کهنه تا سال ۲۰۵۰ م؛ و جایگزینی کامل آن با نوگفتار است، به نحوی که اصولاً نامی از دیگر جهان‌بینی‌ها در حافظه مردم باقی نماند. کلماتی نظیر آزادی، افتخار، عدالت و اخلاق که برای حکومت توتالیتر ایجاد مزاحمت می‌کنند به کمک ابزار و روش‌هایی چون نوواژه سازی، قلب واژه‌ها (نئوسمانتیسم) و خلاصه و کوتاه‌سازی کلمات و ترکیبات به کار رفته در زبان از ادبیات جامعه حذف یا مقلوب می‌شوند. این گفتار از کلماتی استفاده می‌کند که به سادگی به خاطر سپرده و بیان می‌شوند، کوتاهند و پیوسته و مکرر استفاده می‌شوند. در جامعه آرمانی این حکومت استبدادی، «گفتار به جریانی پیوسته از اصوات و کلماتی متصل و تکراری و برآمده از حلق» تبدیل می‌شود.